# 야마시타 슌페이타
야마시타 슌페이타(일본어: 山下 舜平大, 2002년 7월 16일 ~ )는 일본의 프로 야구 선수이며, 현재 퍼시픽 리그인 오릭스 버펄로스의 소속 선수(투수)이다. 후쿠오카현 후쿠오카시 미나미구 출신이다.

## 상세 정보

### 출신 학교
- 후쿠오카 대학 부속 오호리 고등학교

### 선수 경력
- 오릭스 버펄로스(2021년 ~ )

### 수상·타이틀 경력
- 신인왕(2023년)
- 올스타전 감투 선수상 : 1회(2023년 2차전)

### 개인 기록

#### 투수 기록
- 첫 등판·첫 선발 등판 : 2023년 3월 31일, 대 사이타마 세이부 라이온스 1차전(베루나 돔), 5와 1/3이닝 1실점으로 승패는 없음[2]
- 첫 탈삼진 : 상동, 1회말에 마크 페이튼으로부터 헛스윙 삼진[2]
- 첫 승리·첫 선발 승리 : 2023년 4월 11일, 대 도호쿠 라쿠텐 골든이글스 1차전(라쿠텐 모바일 파크 미야기), 5이닝 2피안타 무실점[3]

#### 타격 기록
- 첫 타석·첫 안타 : 2023년 6월 17일, 대 도쿄 야쿠르트 스왈로스 2차전(메이지 진구 야구장), 3회초에 이시카와 마사노리로부터 좌전 안타[4]

#### 기타
- 개막전 선발 투수 : 1회(2023년[주 1])
- 올스타전 출장 : 1회(2023년)

### 등번호
- 12(2021년 ~ 2023년)
- 11(2024년 ~)

### 연도별 투수 성적
| 연 도      | 소 속      | 등 판 | 선 발 | 완 투 | 완 봉 | 무 4 구 | 승 리 | 패 전 | 세 이 브 | 홀 드 | 승 률 | 타 자 | 이 닝 | 피 안 타 | 피 홈 런 | 볼 넷 | 고 4 | 몸 맞 | 탈 삼 진 | 폭 투 | 보 크 | 실 점 | 자 책 점 | 평 자 책 | W H I P |
| ---------- | ---------- | ----- | ----- | ----- | ----- | ------- | ----- | ----- | -------- | ----- | ----- | ----- | ----- | -------- | -------- | ----- | ---- | ----- | -------- | ----- | ----- | ----- | -------- | -------- | ------- |
| 2023년     | 오릭스     | 16    | 16    | 0     | 0     | 0       | 9     | 3     | 0        | 0     | .750  | 383   | 95.0  | 71       | 2        | 30    | 0    | 4     | 101      | 4     | 1     | 21    | 17       | 1.61     | 1.06    |
| 통산 : 1년 | 통산 : 1년 | 16    | 16    | 0     | 0     | 0       | 9     | 3     | 0        | 0     | .750  | 383   | 95.0  | 71       | 2        | 30    | 0    | 4     | 101      | 4     | 1     | 21    | 17       | 1.61     | 1.06    |

- 2023년 시즌 종료 기준

### 연도별 수비 성적
| 연도 | 소속   | 투수  | 투수  | 투수  | 투수  | 투수  | 투수     |
| 연도 | 소속   | 경 기 | 척 살 | 보 살 | 실 책 | 병 살 | 수 비 율 |
| ---- | ------ | ----- | ----- | ----- | ----- | ----- | -------- |
| 2023 | 오릭스 | 16    | 3     | 14    | 0     | 2     | 1.000    |
| 통산 | 통산   | 16    | 3     | 14    | 0     | 2     | 1.000    |

- 2023년 시즌 종료 기준

### 주해
1. ↑  2023년에는 프로 첫 등판에서의 개막전 선발 투수가 됐다. 이는 일본 프로 야구 1년차 선수(신인과 새로운 외국인 선수)를 제외하면 1946년 마쓰카와 히로지(그레이트 링) 이후 77년 만에 4번째이며, 양대 리그 이후로는 처음이다.[5]

### 출전
1. ↑  “オリックス - 契約更改 - プロ野球”. 닛칸 스포츠. 2023년 12월 3일에 확인함.
2. 1 2  “【オリックス】山下舜平大が白星ならずも６回途中１失点デビュー　最速157キロ、７奪三振”. 《닛칸 스포츠》. 2023년 3월 31일. 2023년 3월 31일에 확인함.
3. ↑  “オリックス山下舜平大がプロ初勝利　5回まで毎回の10奪三振　後ろも盤石の完封リレー”. 《스포츠 닛폰》. 2023년 4월 11일. 2023년 4월 11일에 확인함.
4. ↑  “オリ舜平大がプロ初打席で初安打　23歳年上の石川から左前打　記念球は石川からオリベンチへ渡される”. 《스포츠 닛폰》. 2023년 6월 17일. 2023년 6월 17일에 확인함.
5. ↑  “【オリックス】どうなる「プロ初登板の開幕投手」山下舜平大　勝てば77年ぶり４人目／見どころ”. 《닛칸 스포츠》. 2023년 3월 31일. 2023년 3월 31일에 확인함.